# Edu Valinhos
Eduardo Angeli, mais conhecido como Edu Valinhos (Valinhos, 5 de fevereiro de 1980-), é um ex-futebolista brasileiro que atuava como zagueiro. Seu último clube foi a Rioverdense.

## Carreira
Iniciou sua carreira no Guarani de Campinas, onde disputou os campeonatos brasileiros de 2000 e 2001. Nesse ano se transferiu para o Atlético Sorocaba, equipe que na época disputava a Série A3 do Campeonato Paulista. A equipe conquistou o acesso à A2 de 2002, competição que Edu Valinhos disputou nesse ano e no ano seguinte, quando jogou pelo São José-SP. Após essas passagens, atuou no SønderjyskE pela segunda divisão da Dinamarca na temporada 2003/04. De volta ao Brasil, teve uma rápida passagem pelo Corinthians Alagoano em 2005, se transferindo novamente para o exterior.
Nessa nova passagem pelo exterior, Edu Valinhos defendeu o Lombard-Pápa TFC, clube da primeira divisão do Hungria, durante a temporada 2005/06. Em uma nova passagem rápida pelo Brasil, defendeu o Anápolis, em 2008. Depois disso foi para o Chipre, defender o Ethnikos Achna, clube da primeira divisão local, durante a temporada 2008/09. Se transferiu para o CRAC em 2009, onde ficou por apenas alguns meses. Em 2010 defendeu o Inter de Santa Maria e o Novo Horizonte, até chegar ao Paulínia, em 2011. Após a campanha ruim no segundo turno da Série A3, quando a equipe conquistou apenas 4 pontos e acabou rebaixada, Edu se transferiu para o futebol goiano.